# Stefan Wrzosek
Stefan Michał Wrzosek (ur. 1948) – polski inżynier, dr hab. nauk ekonomicznych, profesor zwyczajny Katedry Pracy, Kapitału i Innowacji Wydziału Zarządzania Uniwersytetu Ekonomicznego we Wrocławiu oraz Katedry Finansów Wydziału Zarządzania Społecznej Wyższej Szkoły Przedsiębiorczości i Zarządzania w Łodzi.

## Życiorys
W 1972 ukończył studia ekonomiczne w Wyższej Szkole Ekonomicznej we Wrocławiu, 15 marca 1977 obronił pracę doktorską, 1 czerwca 1989 habilitował się na podstawie pracy. 10 maja 1995 nadano mu tytuł profesora w zakresie nauk ekonomicznych. Objął funkcję profesora zwyczajnego Katedry Pracy, Kapitału i Innowacji Wydziału Zarządzania Uniwersytetu Ekonomicznego we Wrocławiu oraz Katedry Finansów Wydziału Zarządzania Społecznej Wyższej Szkoły Przedsiębiorczości i Zarządzania w Łodzi.
Był kierownikiem w Katedrze Analizy i Diagnostyki Ekonomicznej na Wydziale Inżynieryjnym i Ekonomicznym Akademii Ekonomicznej im. Oskara Langego we Wrocławiu, a także w Katedrze Ekonomii i Finansów na Wydziale Zamiejscowym w Ostrowie Wielkopolskim Społecznej Akademii Nauk w Łodzi.
Był prorektorem na Uniwersytecie Ekonomicznym we Wrocławiu, dyrektorem Instytutu Nauk Ekonomicznych Wydziału Inżynieryjnego i Ekonomicznego Uniwersytetu Ekonomicznego we Wrocławiu i członkiem Zespołu Nauk Społecznych w zakresie Nauk Ekonomicznych Polskiej Komisji Akredytacyjnej.